# Roger Kempainen
Hans Roger Kempainen, född 11 mars 1953 i Nederluleå församling i Norrbottens län, är en svensk militär.

## Biografi
Kempainen avlade officersexamen vid Krigsskolan 1977 och utnämndes samma år till fänrik i armén. Han befordrades 1983 till kapten vid Luleå luftvärnsregemente och 1988 till major. Han utnämndes 1994 till överstelöjtnant och 1996 till överstelöjtnant med särskild tjänsteställning, varpå han 1996–1997 tjänstgjorde i Samordningssektionen i Arméledningen i Högkvarteret. År 1997 befordrades han till överste och därefter var han chef för Norrlands luftvärnskår 1997–2000.
Han lämnade Försvarsmakten 2000 och var därefter verksam som skolchef i Luleå kommun 2000–2003 och som chef för Kommunförbundet Norrbotten 2003–2015.
Roger Kempainen har utgivit självbiografin Från överste Hathi till överste Kempainen. Mitt livs berättelse (PUF-Förlag, Luleå 2016).